# スミザーズ
スミザーズ（Smithers）は、カナダのブリティッシュコロンビア州の町。
スミザーズは大きな町ではないが地域の中心的な商業地であり、広域から買い物客を集めている。気温は、概ね22℃からマイナス11℃の間である。町の西部にはスミザーズ空港が立地している。

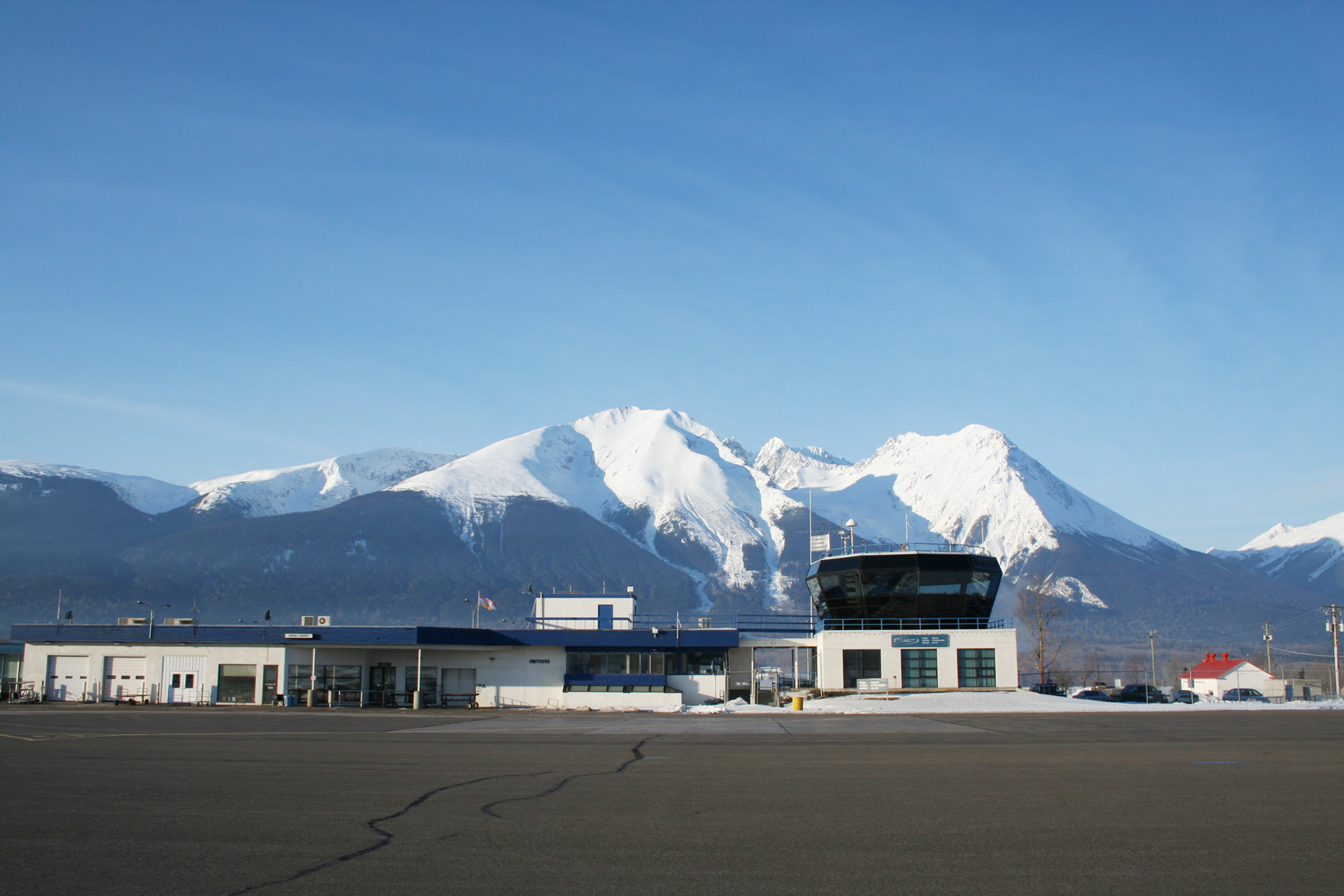
スミザーズ空港